# Alfred Fuchs (Maler, 1877)
Alfred Emil Karl Ludwig Christian Fuchs (* 2. Juli 1877 in Bornich; † 23. Mai 1954 in Sankt Goarshausen) war ein deutscher Maler und Bildhauer. Er signierte mit „A. Fuchs“.

## Leben
Alfred Fuchs war das dritte von elf Kindern des Pfarrers August Fuchs und Auguste, geb. Stückrath. Er besuchte das Gymnasium Philippinum Weilburg, an dem zuvor schon sein Vater die Reifeprüfung bestanden hatte. Danach absolvierte er ein Studium der Bildhauerei am Städelschen Kunstinstitut in Frankfurt am Main und der Malerei an der Kunstakademie Düsseldorf. In Karlsruhe war Fuchs Schüler der Landschaftsmalerei von Wilhelm Trübner, der ihn an Wilhelm Leibl weiter empfahl. Darauf folgte ein einjähriger Aufenthalt in München, wo das Publikum an seinem expressionistischen Malstil nur wenig Gefallen fand. Malstudien am Mittelrhein, im Siebengebirge und in den Niederlanden folgten.
Ab 1907 hatte er ein Atelier in Berlin-Wedding, später in Berlin-Friedenau. Dort wurde er von Max Liebermann gefördert. Mit ihm und mit Ernst Ludwig Kirchner hatte er zeitweise gemeinsame Ausstellungen. Auf Einladung der norwegischen Kriegsmarine folgt ein viermonatiger Aufenthalt in Norwegen und auf den Spitzbergen. Herstellung von figürlichen Plastiken und Reliefs in Berlin und Görlitz. Er betrieb Landschaftsmalerei im Spreewald, der Kohlfurter- und der Lüneburger Heide, in Tirol, in den Karawanken und im nördlichen Böhmen. Von 1916 bis 1918 nahm er am Krieg teil. 1917 bekam er für ein Kirschblütenbild in Berlin den 2. Preis für „Feldgraue Künstler“, das als Motiv Kirschbäume in Blüte darstellt.
1920 ging Fuchs seine erste Ehe mit der Soloviolinistin Dolores Maass in Berlin ein. Ab 1922 war er als Hilfsbuchhalter beim Finanzamt Berlin-Wedding tätig und konnte nach Ende der Inflation ab 1924 erneut als freischaffender Künstler arbeiten. Er eröffnete ein zweites Atelier in Görlitz und war zudem Manager seiner Frau, die zu dieser Zeit zahlreiche Radioauftritte hatte. Zwischenzeitlich besaß Fuchs ein größeres Segelschiff an der Ostsee, das er für Sommeraufenthalte beim Segeln und Malen auf Rügen, Usedom, Wolgast, Wolin, Sellin, Ziegenort und Kolberg nutzte. Dazu kamen Malexkursionen in der Hersbrucker Schweiz und im Fichtelgebirge. 1936 ließ sich das Künstlerpaar Fuchs scheiden und 1938 ging Alfred Fuchs in Groß Gaglow eine zweite Ehe mit der Kunstgewerblerin und Aquarellmalerin Elfriede, geb. Klautke, ein, die er 1937 in Misdroy kennengelernt hatte. Ein Umzug nach Cottbus folgte, wo sich Fuchs ein neues Malatelier als Ersatz für die aufgegebenen Ateliers in Berlin und Görlitz einrichtete.
Nach den Bombenangriffen 1942, bei denen das Wohnhaus der Familie beschädigt worden war, folgte der Umzug nach Johannesberg in der schlesischen Grafschaft Glatz. Von dort aus konnte Alfred Fuchs noch bis 1944 Bilder nach Ostdeutschland verkaufen. Am 20. April 1945 floh die Familie zu seinem jüngsten Bruder nach Neutras, wo sie fünf Monate in einer Ferienhütte lebte. Nach einem weiteren halben Jahr in Lehendorf erhielt Fuchs im Frühjahr 1946 die Zuzugsgenehmigung nach Sankt Goarshausen an der Loreley. Hier folgten einige Einzelausstellungen und gemeinsame Ausstellungen mit anderen Künstlern, die jedoch wenig erfolgreich waren. Bis 1951 tauschte er daher oftmals Bilder gegen andere Waren. Obwohl er starke Magenbeschwerden hatte und an Rheuma litt, malte er weiterhin, vor allem Landschaftsmotive aus der Region (Weisel, Bornich, Kestert, Dörscheid).
Alfred Fuchs starb am 23. Mai 1954 an den Folgen eines Rippenbruchs, den er sich Anfang des Monats bei einem Sturz zugezogen hatte. Er wurde auf dem Friedhof in Sankt Goarshausen beigesetzt und hinterließ seine Frau und einen Sohn (* 1940).